# تاتار (آماسیه)
تاتار (به ترکی استانبولی: Tatar) یک منطقهٔ مسکونی در ترکیه است که در آماسیه واقع شده‌است.